# NGC 919
NGC 919 је спирална галаксија у сазвежђу Ован која се налази на NGC листи објеката дубоког неба.
Деклинација објекта је + 27° 12' 41" а ректасцензија 2h 26m 16,6s. Привидна величина (магнитуда) објекта NGC 919 износи 14,6 а фотографска магнитуда 15,4. Налази се на удаљености од 144,943 милиона парсека од Сунца. NGC 919 је још познат и под ознакама UGC 1894, MCG 4-6-39, CGCG 483-49, PGC 9267.